# Agrostis bolivaris
Agrostis bolivaris é uma espécie de gramínea do gênero Agrostis, pertencente à família Poaceae.